# Ostroloty (podrodzina)
Ostroloty (Artaminae) – monotypowa podrodzina ptaków z rodziny ostrolotów (Artamidae).

## Zasięg występowania
Podrodzina obejmuje około jedenastu gatunków, występujących w Azji Południowej i Południowo-Wschodniej oraz Australazji.

## Charakterystyka
Długość ciała 12–21 cm; masa ciała 13–69 g. Są zazwyczaj ciemno, aksamitnie ubarwione. Odżywiają się owadami, które łapią w locie. Są bardzo dobrymi lotnikami, mają długie trójkątne skrzydła. Należą do nielicznych ptaków wróblowych, które potrafią szybować.

## Systematyka

### Nazewnictwo
- Artamus (Aratamus, Artamusete): gr. αρταμος artamos „rzeźnik, morderca”[24].
- Angroyan: rzeczownik „Angroyen” nadany ostrolotom przez Temmincka w 1807 roku[25]. Gatunek typowy: Loxia cyanoptera Latham, 1801.
- Ocypterus (Oxipterus, Oxypterus, Okypterus, Ocyptherus, Oxyptera, Oxiptera): gr. ωκυπτερος ōkupteros „o szybkim locie”, nieznany ptak, prawdopodobnie ptak drapieżny, op οξυς oxus „ostry”; -πτερος -pteros „-skrzydły”, od πτερον pteron „skrzydło”[26]. Gatunek typowy: Lanius leucorynchus Linnaeus, 1771.
- Leptopteryx (Leptoterix): gr. λεπτος leptos „delikatny, drobny”; πτερυξ pterux, πτερυγος pterugos „pióra”[27].
- Langrayen: etymologia niejasna, być może jakaś rodzima nazwa[28]. Gatunek typowy: Lanius leucorynchus Linnaeus, 1771.
- Cataphania: gr. καταφανεια kataphaneia „oczywisty, widoczny”, od καταφαινω kataphainō „ukazać się, stać się widocznym”, od κατα kata „w związku z, w odniesieniu do”; φαινω phainō „pokazać”[29].
- Campbellornis: Archibald James Campbell (1853–1929), australijski ornitolog; gr. ορνις ornis, ορνιθος ornithos „ptak”[30]. Gatunek typowy: Ocypterus personatus Gould, 1841.
- Austrartamus: łac. australis „południowy”, od auster, austri „południe”; rodzaj Artamus Vieillot, 1816[31]. Gatunek typowy: Artamus melanops[g] Gould, 1865.
- Pseudartamus: gr. ψευδος pseudos „fałszywy”; rodzaj Artamus Vieillot, 1816[32]. Gatunek typowy: Loxia cyanoptera Latham, 1801.
- Micrartamus: gr. μικρος mikros „mały”; rodzaj Artamus Vieillot, 1816[33]. Gatunek typowy: Artamus minor Vieillot, 1817.

### Podział systematyczny
Do podrodziny zaliczany jest jeden rodzaj z następującymi gatunkami:
- Artamus personatus (Gould, 1841) – ostrolot maskowy
- Artamus superciliosus (Gould, 1837) – ostrolot białobrewy
- Artamus cyanopterus (Latham, 1801) – ostrolot ciemny
- Artamus cinereus Vieillot, 1817 – ostrolot szary
- Artamus minor Vieillot, 1817 – ostrolot mały
- Artamus maximus A.B. Meyer, 1874 – ostrolot duży
- Artamus leucorynchus (Linnaeus, 1771) – ostrolot żałobny
- Artamus mentalis Jardine, 1845 – ostrolot białogardły
- Artamus insignis P.L. Sclater, 1877 – ostrolot melanezyjski
- Artamus monachus Bonaparte, 1850 – ostrolot białogrzbiety
- Artamus fuscus Vieillot, 1817 – ostrolot palmowy